# V"jačeslav Kravcov
V"jačeslav Valerijovyč Kravcov (in ucraino В'ячеслав Валерійович Кравцов?; Odessa, 25 agosto 1987) è un cestista ucraino.

## Carriera

### NBA (2012-2014)

#### Detroit Pistons (2012-2013)
Dopo 7 stagioni in Ucraina con il B.K. Kiev (2005-2010) e BC Donec'k (2010-2012), e non essere stato scelto al Draft NBA 2009, il 14 luglio 2012 venne acquistato dai Detroit Pistons. In una stagione nella Motor City giocò 25 partite, mettendo a referto 77 punti, senza impressionare la franchigia del Michigan.

#### Il breve passaggio a Milwaukee Bucks e Phoenix Suns (2012-2014)
Il 31 luglio 2013 venne ceduto insieme a Brandon Knight e Khris Middleton ai Milwaukee Bucks in cambio di Brandon Jennings.
Tuttavia i Bucks il dopo appena 29 giorni lo cedettero (insieme a Ish Smith) ai Phoenix Suns. A Phoenix formò col collega di reparto Alex Len' (anche quest'ultimo gioca da centro) la prima coppia di ucraini a giocare nella stessa squadra in NBA.
Però nemmeno a Phoenix riuscì a imporsi, tanto che il 1º marzo 2014, a poco più di un mese (46 giorni per l'esattezza) dalla fine della stagione, venne tagliato dalla franchigia dell'Arizona.

### L'anno in Cina (2014-2015)
Dopo due esperienze in NBA non memorabili andò a giocare in Cina nelle file dei Foshan Long-Lions con cui disputò in un anno 32 partite segnando 516 punti.

### Il ritorno in Europa (2015-)
Nell'estate 2015 terminò il suo contratto coi Long-Lions e allora Kravcov tentò di tornare in NBA disputando la Summer League coi Milwaukee Bucks (squadra che nell'estate di 2 anni prima lo cedette dopo 1 mese). Alla fine della manifestazione non venne confermato nel roster dai Bucks, e quindi tornò dopo 3 anni in Europa andando a giocare in Russia nelle file del CSKA Mosca.

## Statistiche NBA

### Regular season
| Anno     | Squadra         | PG | PI | MPG | FG%  | 3P% | FT%  | RPG | APG | SPG | BPG | PPG |
| -------- | --------------- | -- | -- | --- | ---- | --- | ---- | --- | --- | --- | --- | --- |
| 2012-13  | Detroit Pistons | 25 | 0  | 9,0 | 71,7 | 0,0 | 29,7 | 1,8 | 0,4 | 0,2 | 0,4 | 3,1 |
| 2013-14  | Phoenix Suns    | 20 | 0  | 3,0 | 51,3 | 0,0 | 50,0 | 0,9 | 0,1 | 0,0 | 0,1 |     |
| Carriera | Carriera        | 45 | 0  | 6,3 | 67,2 | 0,0 | 33,3 | 1,4 | 0,2 | 0,1 | 0,2 | 2,2 |

## Nazionale
Con la maglia della Nazionale di pallacanestro dell'Ucraina ha disputato 3 europei (2011, 2013 e 2017) e 1 Mondiale (2014).

## Palmarès
- Campionato spagnolo: 1

Valencia: 2016-17